# Carl Haensel
Carl Haensel (* 12. November 1889 in Frankfurt am Main; † 25. April 1968 in Winterthur) war ein deutscher Rechtsanwalt und Schriftsteller.

## Leben
Haensel studierte an der Universität Lausanne, der Friedrich-Wilhelms-Universität zu Berlin und der Philipps-Universität Marburg Rechtswissenschaft und Staatswissenschaft. Am 27. November 1909
wurde er im Corps Teutonia Marburg recipiert. 1912 wurde er in Marburg zum Dr. iur. promoviert. Er bestand 1916 die Assessorprüfung und ließ sich 1918 als Rechtsanwalt und Schriftsteller in Frankfurt am Main nieder. Er half bei der Rekonstitution des aus Prag übersiedelten Corps Austria, das ihm 1919 das Band verlieh. 1920 wechselte er nach Berlin, wo er 1930 auch als Notar zugelassen wurde. Nach der Machtübergabe an die Nationalsozialisten unterschrieb er mit 87 anderen Schriftstellern das Gelöbnis treuester Gefolgschaft und wurde am 1. Mai 1933 Mitglied der NSDAP. Haensel besorgte die Gleichschaltung des deutschen P.E.N.
Er ging 1946 nach Freiburg im Breisgau und betätigte sich als Rechtsanwalt am Badischen Oberlandesgericht. Im Nürnberger Prozess gegen die Hauptkriegsverbrecher war er ab 1. April 1946 Assistent von Horst Pelckmann bei der Verteidigung der Schutzstaffel und des Sicherheitsdienstes des Reichsführers SS. Seit 1950 war er Justitiar beim Südwestfunk in Baden-Baden. 1951 wurde er zum Professor an der Albert-Ludwigs-Universität Freiburg ernannt, 1953 zum Honorarprofessor für Rundfunkrecht und Urheberrecht an der Eberhard-Karls-Universität Tübingen. Von 1962 bis 1964 war er der erste Präsident der Humboldt-Gesellschaft.
Haensel war drei Mal verheiratet. Aus der 1915 geschlossenen Ehe mit Julie Herrmann aus Marburg ging der Sohn Peter Haensel (1917–1969) hervor. Die zweite Ehe schloss er 1948 mit Agnes Prandhoff, die dritte 1961 mit der Ärztin Ilse Baum.
Haensel hatte ein Haus in Überlingen und starb in einer Klinik in Winterthur.

## Ehrungen
- 1950 Mitglied der Deutschen Akademie für Sprache und Dichtung
- 1964 Goldene Medaille der Humboldt-Gesellschaft

## Werk
Neben seiner Arbeit als Rechtsanwalt war Haensel als Schriftsteller und Dramatiker tätig. Er veröffentlichte 1919 sein erstes Werk, das Justizdrama Das Grauen. Sein wohl erfolgreichstes Buch war der 1928 entstandene Tatsachenroman Der Kampf ums Matterhorn. Der Roman schildert die dramatischen Umstände der Erstbesteigung des Matterhorns durch Edward Whymper 1865, basierend auf dessen Tagebuchaufzeichnungen. Der Roman wurde in mehrere Sprachen übersetzt und in der Folge zweimal verfilmt – 1928 als Stumm- und 1937 als Tonfilm unter der Regie von Luis Trenker. Der Titel der zweiten Verfilmung ist zum Synonym mythischer Überhöhung des Alpinismus schlechthin geworden: Der Berg ruft. Die Deutsche Allgemeine Zeitung führte Haensel ab 1923 als einen ihrer Chefredakteure. In den Jahren 1935 bis 1938 schrieb er ein Außenpolitisches ABC. Zu Haensels Werken zählen Tatsachenromane, Gesellschaftsromane und Essays. Als Schriftsteller fühlte er sich dem Naturalismus zugehörig. Er war der erste Präsident der 1952 in Baden-Baden gegründeten Gerhart-Hauptmann-Gesellschaft. Seine mit Richard Strahl verfassten Werke Politisches ABC des neuen Reiches (1933), in dem unter anderem die Bedeutung der Eugenik, Sterilisation und „volksdeutsche Gedanken“ erklärt wurden und Zahlen der „jüdischen Eindringlinge“ in die gebildeten Berufe erklärt wurden; auch Politisches ABC des Saar-, Grenz- und Auslanddeutschtums (1934) und Außenpolitisches ABC (1938) wurden in der Sowjetischen Besatzungszone auf die Liste der auszusondernden Literatur gesetzt.

### Romane
- Die letzten Hunde Dschingis Khans: Roman aus der Türkei. Engelhorn, Stuttgart 1929.
- Die Ablösung: Novelle. Mit Zeichnungen von Wilhelm Krieg. Leipzig, 1944 (Reclams Universal-Bibliothek 7606).
- Der Kampf ums Matterhorn: Tatsachenroman. Spemann, Stuttgart 1929; DTV, München 1986, ISBN 3-423-02590-5.
- Das war Münchhausen: Roman aus Tatsachen. Engelhorn, Stuttgart 1933; Ermann, Herrenalb/Schwarzwald 1961.
- Der Mann, der den Berge verschenkt. Holle, Berlin 1937; Loewes, Stuttgart 1954.
- Der Bankherr und die Genien der Liebe. S. Fischer, Berlin 1938; Neuauflage: Frankfurter Ballade: Diotima zwischen Gontard und Hölderlin. Sauer, Heidelberg 1964; zuletzt: Der Bankherr und die Genien der Liebe: Ein Frankfurter Roman um die Familie Gontard und Hölderlin. W. Kramer, Frankfurt am Main 1998, ISBN 3-7829-0493-1.
- Wetterleuchten: Wien im Frühjahr 1913. Suhrkamp, Berlin 1943; vom Autor umgearbeitete und erweiterte Fassung: Kennwort Opernball 13. Schünemann, Bremen 1966.
- Der Doppelgänger. Wulff, Überlingen 1948.
- Zeugin in den Wolken. Claassen, Hamburg 1964.

### Sachbücher
- Mit Richard Strahl: Politisches ABC des neuen Reichs: Schlag- und Stichwörterbuch für den deutschen Volksgenossen. Engelhorn, Stuttgart 1933.
- Mit Richard Strahl: Außenpolitisches ABC: Ein Stichwörterbuch. Engelhorn, Stuttgart 1935; 3., neubearbeitete Auflage 1938.
- Über den Irrtum: Eine Kritik unserer Anschauungen. S. Fischer, Berlin 1941.
- Das Wesen der Gefühle: Essay. Wulff, Überlingen 1946.
- Das Gericht vertagt sich – Aus dem Tagebuch eines Nürnberger Verteidigers. Claassen, Hamburg 1950.
- Das Organisationsverbrechen: Nürnberger Betrachtungen zum Kontrollratsgesetz Nr. 10. Biederstein, München 1950.
- Mit Robert M. W. Kempner: Das Urteil im Wilhelmstraßen-Prozess. Bürger, Schwäbisch Gmünd 1950.
- Fernsehen – nah gesehen: Technische Fibel, Dramaturgie, organisatorischer Aufbau. Metzner, Frankfurt am Main 1952.
- Leistungsschutz oder Normalvertrag: Bemerkungen zur Urheberrechtsreform. Hans Bredow-Institut, Hamburg 1954.
- Aufführung, Vortrag, Rundfunkweitergabe. Beck, München 1959.
- Rundfunkfreiheit und Fernsehmonopol. Econ, Düsseldorf 1969.

### Autobiographische Schriften
- Das Gericht vertagt sich: Aus dem Tagebuch eines Nürnberger Verteidigers. Claassen, Hamburg 1950; 2. Auflage: Der Nürnberger Prozess. Tagebuch eines Verteidigers. Limes, Wiesbaden 1980.

### Verfilmungen
- Der Kampf ums Matterhorn (D, 1928), nach dem Roman Kampf ums Matterhorn,  Regie Mario Bonnard und Nunzio Malasomma
- August der Starke (D, 1936), Regie Paul Wegener